# Florindo Pereira

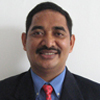
Florindo Pereira, vor 2008

Florindo Pereira (* 20. Jahrhundert) ist ein osttimoresischer Politiker. Er ist Mitglied der Partido Democrático (PD).

## Werdegang
Pereira war leitender Beamter, bevor er Dekan der Civil Service Academy wurde. Am 15. Juli 2001 löste er Ana Pessoa Pinto, die Ministerin für Innere Verwaltung, in ihrem Amt in der I. Übergangsregierung Osttimors unter den Vereinten Nationen ab, da sie bei den Wahlen zur verfassunggebenden Versammlung am 30. August antreten wollte. Mit Antritt der II. Übergangsregierung am 20. September gab Pereira den Ministerposten an Antoninho Bianco weiter.
Pereira wurde National Project Director des „Human resources management“-Projekts des Entwicklungsprogramms der Vereinten Nationen und Direktor des National Institute for Public Administration (INAP) Letztere Position hatte er bis zum 8. August 2007 inne, als er erneut in die Regierung berufen wurde, diesmal als Staatssekretär für Verwaltungsreform. Am 8. August 2012 endete seine Amtszeit als Staatssekretär.
Derzeit (Stand 2016) ist Pereira als Mitglied des Komitees für strategische Studien und Planung (KEEP) der Partido Democrático an der strukturellen Konsolidierung der Partei beteiligt.